# Seadra
Seadra (japanski: シードラ Shīdora) jedan je od 1025 fiktivnih vrsta Pokémona iz medijske franšize Pokémon, skupa Pokémon videoigara, animiranih serija, manga stripova, knjiga, igraćih karata i drugih medija kojima je tvorac Satoshi Tajiri. Svrha je Seadre u videoigrama, animiranoj seriji i manga stripovima, kao i svrha ostalih Pokémona, borba s divljim Pokémonima – neukroćenim stvorenjima koje igrači i likovi pronalaze dok kreću na razne avanture – i pripitomljenim Pokémonima drugih Pokémon trenera.

## Etimologijaimena
Ime Seadra kombinacija je engleskih riječi "sea" = more, odnoseći se na njen Vodeni tip, i "dragon" = zmaj, zbog Seadrinog izgleda nalik zmaju, kao i činjenici da kada evoluira u Kingdru postaje Vodeni/Zmaj Pokémon. 
Postoji i drugo mišljenje da Seadrino ime zapravo dolazi od spajanja tih dviju riječi, "Sea Dragon" = morski zmaj. Postoje nagađanja kako njeno ime dolazi i od riječi "Hydra" = hidra, mitološkog bića.

## Pokédex podaci
- Pokémon Red/Blue: Sposobna plivati unatrag hitro zamahujući prsnim perajama nalik krilima i snažnim repom.
- Pokémon Yellow: Dodirivanje stražnje peraje izaziva otupljenost. Seadra zakači svoj rep za koralj kako bi ostala usidrena u mjestu tijekom spavanja.
- Pokémon Gold: Istraživanja njenih stanica otkrile su prisutnost gena koji nije pronađen u Horsea, što je ubrzo postalo glavna tema rasprava.
- Pokémon Silver: Iz vrhova njenih peraja curi otrov. Njene peraje i kosti smatraju se vrijednim sastojcima u tradicionalnoj medicini.
- Pokémon Crystal: Mužjak podiže mlade. Ako mu se netko približi, koristi svoje otrovne peraje kako bi otjerao uljeza.
- Pokémon Ruby: Seadra spava nakon što se uvije među grane koralja. Ljudi koji pokušaju skinuti koralj često bivaju ubodeni na Seadrine oštre šiljke ako ju na vrijeme ne primijete.
- Pokémon Sapphire: Seadra stvara vrtloge uvrčući svoje tijelo. Vrtlozi su dovoljno snažni da progutaju ribarske brodove. Na ovaj način Seadra oslabi svoj plijen, a zatim ga čitavog proguta.
- Pokémon Emerald: Otrovni šiljci na njenom tijelu cijenjeni su kao sastojci u tradiocionalnoj medicini. Nemilosrdna je prema svakome tko se previše približi njenom gnijezdu.
- Pokémon FireRed: Njeno je tijelo ispunjeno oštrim šiljcima. Bezbrižno dodirivanje njenog tijela može uzrokovati nesvjesticu zbog otrova u šiljcima.
- Pokémon LeafGreen: Sposobna plivati unatrag hitro zamahujući prsnim perajama nalik krilima i snažnim repom.
- Pokémon Diamond/Pearl: Šiljci na tijelu pružaju joj zaštitu. Njene su peraje i kosti na visokoj cijeni kao medicinski sastojci.

## U videoigrama
Seadra je prisutna u svim Pokémon videoigrama, kroz čitave tri generacije, i u većini slučajeva može ju se pronaći u divljini. Inače, uvijek ju se može dobiti razvijanjem Horsea na 32. razini. Seadra se nakon evolucije iz Horsea više ne razvija stjecanjem iskustva. Seadru je potrebno opremiti Zmajevom ljuskom (Dragon Scale) i razmijeniti ju, nakon čega će se ona razviti u Kingdru.
Iako je Seadra brojčano snažna u Defense, Special Attack i Speed statusima, gotovo ju se nikad ne koristi u kompetitivnoj igri zbog njenog ekstremno niskog Special Defense statusa i ispod prosječnog HP statusa. Čak i tijekom Pokémon Red, Blue i Yellow igara, kada Seadra nije mogla evoluirati u Kingdru, rijetko je bila korištena zbog ograničenog znanja napada i uravnoteženih, no osrednjih statistika.

## Tehnike
| Prirodne tehnike                    | Prirodne tehnike | Prirodne tehnike |
| ----------------------------------- | ---------------- | ---------------- |
| Tehnika                             | Vrsta tehnike    | Razina           |
| Mjehurići (Bubble)                  | Vodeni           |                  |
| Dimna zavjesa (SmokeScreen)         | Normalni         |                  |
| Opaki pogled (Leer)                 | Normalni         |                  |
| Vodeni pištolj (Water Gun)          | Vodeni           |                  |
| Fokusiranje energije (Focus Energy) | Normalni         |                  |
| Mjehurasti mlaz (Bubblebeam)        | Vodeni           |                  |
| Okretnost (Agility)                 | Psihički         |                  |
| Tornado (Twister)                   | Zmaj             |                  |
| Slana voda (Brine)                  | Vodeni           |                  |
| Vodena pumpa (Hydro Pump)           | Vodeni           | 40               |
| Zmajev ples (Dragon Dance)          | Zmaj             | 48               |
| Zmajev puls (Dragon Pulse)          | Zmaj             | 57               |

## Statistike
| HP:      | 55 |  |
| Attack:  | 65 |  |
| Defense: | 95 |  |
| Special: | 95 |  |
| SpAtk:   | 95 |  |
| SpDef:   | 45 |  |
| Speed:   | 85 |  |

Statistika Special korištena je samo tijekom prve generacije; kasnije je podijeljenja na Special Attack i Special Defense statistike.

## U animiranoj seriji
Seadra je imala brojna pojavljivanja u Pokémon animiranoj seriji, no većina tih pojavljaivanja bila su sporedna i igrala su manju ulogu u samoj animiranoj seriji.
Jedna je korištena protiv Ashovog Krabbyja u prvom meču Indigo lige. Još je jednu koristila Cissy, Vođa dvorane Orange otoka. 